# Sharron Angle

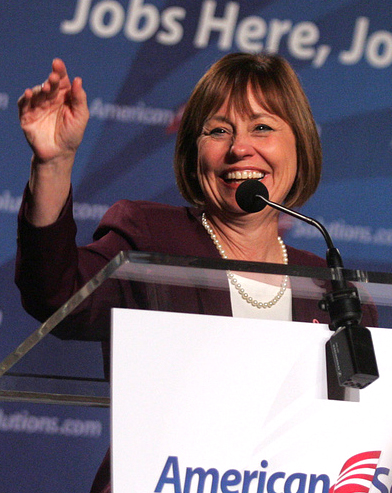
Sharron Angle (2010)

Sharron Angle (* 26. Juli 1949 in Klamath Falls, Oregon) ist eine US-amerikanische Politikerin. Von 1999 bis 2005 war sie für die Republikanische Partei Mitglied der Nevada Assembly (das Unterhaus der Legislative des Bundesstaates Nevada). Sie war erfolglose Kandidatin ihrer Partei bei der Wahl zum US-Senat 2010 und scheiterte 2016 in der republikanischen Vorwahl für denselben Senatssitz.

## Familie, Ausbildung und Beruf
Sharron Angles Vater nahm als Marinesoldat am Zweiten Weltkrieg teil und war während des Koreakrieges in der Reserve der Marine. Nachdem ihr Vater aus der Armee entlassen worden war, zog die Familie aus dem Nordwesten der Vereinigten Staaten nach Reno in Nevada. Sie studierte an der Universität von Nevada in Reno und schloss ihre Studien mit dem Grad eines Bachelor ab.
Nach der Studienzeit zog sie mit ihrem Ehemann nach Ely und arbeitete dort als Hilfslehrerin. Kurze Zeit später zog das Ehepaar nach Winnemucca, wo Sharron Angle sechs Jahre am Western Nevada Community College Kunst unterrichtete. 1983 beteiligte sie sich an der Gründung einer kleinen christlich orientierten Schule. An dieser Schule unterrichtete sie Kinder vom Kindergarten bis zur High School. Als die Schule zwei Jahre später schloss, zog sie mit ihrer Familie nach Tonopah. Dort leitete sie das Tonopah Life Center, ein Fitnesscenter. 1995 zog sie mit ihrer Familie wieder nach Reno.

## Politik

### Politische Laufbahn
Angle wurde noch in Tonopah 1990 in das Nye County School Board of Trustees für eine Legislaturperiode gewählt. Einige Jahre nach dem Umzug nach Reno wurde sie 1999 in das Parlament von Nevada gewählt, dem sie bis 2005 angehörte. Sie kandidierte anschließend für das Repräsentantenhaus der Vereinigten Staaten. In den Vorwahlen zur Wahl 2006 unterlag sie aber knapp Dean Heller mit 427 Stimmen Unterschied.
Nach einer Pause von einigen Jahren von der Politik trat sie bei den Senatswahlen 2010 als Kandidatin für Nevada an. Sie wurde hierbei von konservativen Gruppen wie z. B. Phyllis Schlaflys Eagle Forum, dem Club for Growth oder Mitgliedern der Tea-Party-Bewegung unterstützt. In der republikanischen Primary setzte sie sich unter anderem gegen Sue Lowden und Danny Tarkanian durch. Bei der Senatswahl unterlag sie jedoch Harry Reid, dem Majority Leader der Demokraten im Senat.
Nachdem Angle immer wieder eine mögliche Rückkehr auf die politische Bühne erwogen hatte, kündigte sie im März 2016 an, sich wiederum für denselben Sitz im US-Senat bewerben zu wollen, zu dessen Wahl Amtsinhaber Harry Reid 2016 nicht wieder antrat. Im Gegensatz zur Wahl 2010, als sie auf dem Höhepunkt der Tea-Party-Bewegung kandidiert hatte, konnte diesmal nur geringe Unterstützung, mit Ausnahme von Donald Trump, erreichen. Sie trat in der republikanischen Primary gegen den von der Parteiführung favorisierten bisherigen Kongressabgeordneten Joe Heck an, unterlag aber diesem.
2017 kündigte sie an Mark Amodei in den Wahlen zum Repräsentantenhaus der Vereinigten Staaten 2018 herauszufordern. Bereits in der republikanischen Vorwahl im 2. Kongresswahlbezirk Nevadas musste sie sich Amodei 71,7 % zu 18,3 % geschlagen geben.
Angle legte nach der Präsidentschaftswahl 2024 zusammen mit dem von ihr geführten Election Integrity Project erfolglos Klage gegen die Wahlen in Nevada ein. Das Gesetz, dass während einer Pandemie Briefwahl erleichterte, sei verfassungswidrig und es hätten möglicherweise Leute unberechtigt gewählt. Das Gericht wies den Antrag ab, alle Wahlen in Nevada 2020 für ungültig zu erklären.
Sie kandidierte bei den Wahlen 2024 im 15. Wahlkreis für den Senat von Nevada. Der Wahlkreis im Washoe County umfasste den Westen von Reno und die Orte Panther Valley und Sun Valley. Ihre Wahlkampfthemen waren Einkommenssteuersenkungen, Inflation, innere und Grenzsicherheit. In der republikanischen Vorwahl erreichte sie zwar 41,8 % der Stimmen, schied als Zweitplatzierte aber aus.

### Politische Positionen und Kontroversen
Angle bestreitet das Vorhandensein der Globalen Erwärmung. Widerhall fanden ihre haltlosen Behauptungen zu der Stadt Dearborn in Michigan und der Grenze der USA zu Kanada. Sie behauptete, dass in Dearborn die islamische Scharia geltendes Recht sei. Der Bürgermeister Dearborns, John B. O’Reilly, Jr. wies diese Behauptung als unwahr zurück. Angle hatte behauptet, dass die Terroristen, die den Anschlag am 11. September 2001 durchgeführt hatten, über die kanadische Grenze eingereist seien. Der kanadische Botschafter in den USA, Gary Doer, forderte sie auf, diese unwahre Behauptung zurückzunehmen.
In der Frage um Schwangerschaftsabbrüche ist sie Teil der Lebensrechtsbewegung. In einem Radiointerview im Juni 2010 erklärte sie einem hypothetischen dreizehnjährigem Inzest- und Vergewaltigungsopfer, dass zweimal falsch kein richtig ergebe. Sie verglich solche Situationen damit, dass man aus Zitronen Limonade machen könne.